# 奶油貓悖論

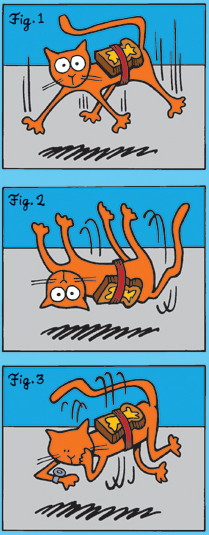
藝術家設計的奶油貓悖論。

奶油猫悖論（英語：Buttered cat paradox），是把兩種趣談組合而成的惡搞悖論，該常識為：
- 貓從空中落下，永遠用腳著陸。
- 把塗上奶油的吐司拋到半空中，永遠是塗上奶油的一面落地。

這個悖論出在，你把奶油吐司沒有塗上奶油的一面黏著貓的背部之時。依照以上兩條定律，貓無法用腳著陸，因為奶油吐司永遠是塗上奶油的一面落地；但同樣的，奶油吐司塗上奶油的一面無法落地，因為貓永遠用腳著陸。

## 思想實驗
這個悖論是由兩種民間智慧組合而成的玩笑式悖論，亦是一個有趣的思想實驗。如果我們確定兩條定律「貓永遠用腳著陸」、「奶油吐司永遠是塗上奶油的一面落地」皆是真確和有證據證明的；那麼把奶油吐司沒有塗上奶油的一面黏著貓的背部（下文簡稱奶油貓）時會發生什麼反應。
某些人打趣地表示，奶油貓實驗將導致一個反地球引力的作用。他們猜測，奶油貓在半空落地之時，它將漸漸減速和轉動，最終到達一種恆穩狀態，與地面浮著一個短的距離高速轉動，使得吐司沒有塗上奶油的一面和貓背無法接觸地面。
這種解釋十分詼諧，如果我們假設兩種定律都是正確的話，什麼事情都能發生。然而依照以上解釋，必須有外加能量維持奶油貓的恆穩狀態，否則它會違反能量守恆定律。其他可能的結果是：貓用腳著陸，但立即反轉，這個結果意味貓的腳比吐司塗上奶油的一面對地球引力更有吸引力。反之也有可能吐司塗上奶油的一面先著地。另一種可能結果是，吐司首先著地（意味著貓實際上未落地，吐司照樣在貓的背面），然後貓用腳打滾。
2003年6月，金伯利·米那以影片《永動》為她贏取了一個學生學院獎。金伯利的影片是根据她一個高中朋友一篇探索奶油貓悖論潛在涵義的論文拍摄的。
能量飲料品牌Flying Horse曾在2012年的一部廣告中以此為主題。